# متروپولیتن تورنتو
متروپولیتن تورنتو (انگلیسی: Metropolitan Toronto) از سال ۱۹۵۳ تا ۱۹۹۸ یک سطح بالاتر از شهرداری در انتاریو، کانادا بود. متروپولیتن تورنتو از تورنتوی قدیم و شهرستان‌ها، شهرک‌ها و روستاهای متعددی که تورنتو را احاطه کرده بودند، تشکیل شده بود. پس از جنگ جهانی دوم به سرعت شروع به شهرنشینی در تورنتو کردند. معمولاً به آن «مترو تورنتو» یا «مترو» می‌گفتند.